# Boquillas (Guanajuato)
Boquillas es una localidad del estado mexicano de Guanajuato. Es parte del municipio de Abasolo.

## Demografía
| Gráfica de evolución demográfica |
|                                  |

| Censo | Población |
| ----- | --------- |
| 1900  | 368       |
| 1910  | 303       |
| 1921  | 406       |
| 1930  | 432       |
| 1940  | 442       |
| 1950  | 598       |
| 1960  | 662       |
| 1970  | 921       |
| 1980  | 879       |
| 1990  | 1 265     |
| 2000  | 1 557     |
| 2010  | 1 704     |
| 2020  | 1 843     |